# テーブルトークRPGのタイトル一覧
テーブルトークRPGのタイトル一覧（テーブルトークアールピージーのタイトルいちらん）は、テーブルトークRPGの一覧。
基本的に商業ベースで出版・発売されたシステムのみを記載し、それぞれのサプリメントやソースブック、リプレイは載せていない。
作品名には各出版元が権利を有する商標や登録商標などが含まれる。

## 西洋 / 異世界ファンタジー

### 日本製
- アサルトエンジン
- アニムンサクシスTRPG
- アラベスク 運命の風
- アリアンロッドRPG
  - アリアンロッドRPG 2E
- アルシャード
  - アルシャード フォルティッシモ
  - アルシャード ガイア →近現代 / 近未来物
  - アルシャードセイヴァーRPG →近現代 / 近未来物
- イースシリーズ
  - イーステーブルトークRPG
  - イースIIテーブルトークRPG
- イサー・ウェン=アー
- 異界戦記カオスフレア
  - 異界戦記カオスフレアSC
- ウィザードリィRPG
  - 真ウィザードリィRPG
    - 真ウィザードリィRPG 改訂版

  - アドバンスト・ウィザードリィRPG
- 英雄叙事詩RPG バルナ・クロニカ
- エコー・イン・エタニティ
- エターナルムーン
- エムブリオマシンRPG
- エルジェネシスシリーズ
  - 創世記エルジェネシス
  - 神世記エルジェネシス
  - 学園戦国エルジェネシス
  - 創世記エルジェネシスII
- エンドブレイカー!
- カイゼル・レギオン
- ギア・アンティーク
  - ギア・アンティーク 〜ルネッサンス〜
- グランクレストRPG
- クリスタニア
  - クリスタニアコンパニオン
  - クリスタニアRPG
- グローリアス・サーガ
- ゲヘナ 〜GEHENNA〜
  - ゲヘナ 〜アナスタシス〜
- 幻奏戦記Ru/Li/Lu/Ra
  - 幻奏戦記Ru/Li/Lu/Ra II
  - 幻奏戦記Ru/Li/Lu/Ra ノイシュタルト
- 甲竜伝説ヴィルガストRPG
- ゴブリンスレイヤーTRPG
- 深淵
  - 深淵第2版
- 神曲奏界ポリフォニカRPG
- スクラップド・プリンセスRPG
- スモール・スティル・ボイス -精霊の囁き-
- 聖珠伝説パールシード
- セイクリッド・ドラグーン 〜竜脈に覚醒めし者たち〜
- 世界樹の迷宮SRS
- セブン＝フォートレス
  - セブン＝フォートレスRPG
  - セブン＝フォートレス Advanced
  - セブン＝フォートレス V3
  - セブン＝フォートレス メビウス
- ソード・ワールドRPG
  - ソード・ワールドRPG完全版
  - ソード・ワールド・カードRPG
  - ソード・ワールドRPGベーシック
  - ソード・ワールド2.0
  - ソード・ワールド2.5
- ダークブレイズ
- ダウン・ザ・ワールド テーブルトークRPG
- ダブルムーン伝説RPG
- 小さな勇者のRPG ウタカゼ
- でたとこサーガ
- テラ:ザ・ガンスリンガー
- 天羅WAR
- 常夜国騎士譚RPG ドラクルージュ
- ドラゴンアームズ バハムートハウリング
  - ドラゴンアームズ改 バハムートライジング
- ドラゴンシェルRPG
- ドラゴンハーフRPG
- トレイダーズ!
- ニルヴァーナ
- 熱血専用
- ハイパートンネルズ&トロールズ - T&Tを元に日本で作られたもの
- パワープレイ
  - パワープレイ・プログレス
- Bea-Kid's
- ビースト&ブレイド パワーブック
- ファンタズム・アドベンチャー
  - アドバンスド・ファンタズム・アドベンチャー
- VS騎士ラムネ&40炎RPG
- フォーチュン・クエストRPG
  - フォーチュン・クエスト コンパニオン
  - フォーチュン・クエストRPG（メディアワークス版）
  - フォーチュン・クエストRPG（キャラアニ.com版）
- フォーリナー
- プライマリー・ギルド
- ブルーフォレスト物語
  - ブルーフォレスト物語 The Designer's Edition
- ブレード・アンド・ワード
  - アコースティック・リーフ
- ブレイド・オブ・アルカナ
  - ブレイド・オブ・アルカナ The 2nd Edition
  - ブレイド・オブ・アルカナ The 3rd Edition
  - ブレイド・オブ・アルカナ リインカーネイション
- ベルファール魔法学園
- マイトレーヤ
- まじかるランドRPG
- マルス
  - マルス2nd
- 無限のファンタジア
- 迷宮キングダム
- モノトーンミュージアムRPG
- モンスターメーカー
  - モンスターメーカーRPG ホリィアックス
  - モンスターメーカー リザレクションRPG
  - モンスターメーカーRPG レジェンド
  - 門星明華学園 The Makers Academy
- リングバース
- ルーンクエスト・ナインティーズ (RuneQuest '90s) - 日本で作られたルーンクエスト簡易版
- レムリカ銃士隊
- ローズ・トゥ・ロード
  - グイン・ワールド
  - ビヨンド・ローズ・トゥ・ロード
  - ファー・ローズ・トゥ・ロード
- ラビットホール・ドロップス
- りゅうたま
- ロードス島戦記
  - ロードス島戦記コンパニオン1～3
  - ロードス島RPG
- 六門世界RPG
  - 六門世界RPGセカンドエディション
- ワースブレイド
  - ワースブレイド スターティングブック リニューアル
  - 聖刻1092RPG
  - ワースブレイド / d20

### 日本国外製
- 13th Age
- アースドーン (Earthdawn)
- ウォーハンマーRPG (Warhammer Fantasy Roleplay : WFRP)
- キャッスル・ファルケンシュタイン (Castle Falkenstein)
- 混沌の渦 (Maelstrom)
- ダンジョンズ&ドラゴンズ (Dungeons & Dragons : D&D)
  - ダンジョンズ&ドラゴンズ (旧版)( Dungeons & Dragons : D&D)
  - アドバンスト・ダンジョンズ&ドラゴンズ (Advanced Dungeons & Dragons : AD&D)
  - ダンジョンズ&ドラゴンズ第3版 (D&D3e)
  - ダンジョンズ&ドラゴンズ第4版 (D&D4e)
- ドラゴン・ウォーリアーズ
- ドラゴンクエスト (DragonQuest) （日本製コンピュータRPGのドラゴンクエストシリーズとは無関係）
- ザ・ファンタジー・トリップ (The Fantasy Trip : TFT)
  - 幻のユニコーンクエスト (The Fantasy Trip の部分訳と1人用シナリオ。TRPGにはなっていない)
- トンネルズ&トロールズ (Tunnels & Trolls : T&T)
  - モンスター! モンスター! (Monsters! Monsters!)
- パスファインダーRPG (Pathfinder RPG)
- ハーンワールド (Harn World)
  - ハーンマスター (Harn Master)
- ファイティング・ファンタジー (Fighting Fantasy : FF)
  - アドバンスト・ファイティング・ファンタジー (Advanced Fighting Fantasy : AFF)
- ブラッド・ソード
- 指輪物語ロールプレイング (Middle-earth Role-Playing : MERP)
  - ロールマスター (Rolemaster)
- ルーンクエスト

## 東洋ファンタジー

### 日本製
- 央華封神RPG
- 大江戸RPG アヤカシ
- 三國志演技
- 戦国霊異伝
- 戦国異聞録KAMUI
- 大活劇 江戸の始末人
- 大帝の剣RPG
- 天下繚乱RPG
- 天羅万象
  - 天羅万象・零
- 幕末霊異伝 MI・BU・RO
- 扶桑武侠傳
- 平安幻想夜話 鵺鏡

## 近現代 / 近未来物

### 日本製
- あいつはクラスメート!
- アルシャード ガイア
- アルシャードセイヴァーRPG
- 異能使い
  - 現代伝奇TRPG 異能使い第二式
- エースキラージーン
- 駅前魔法学園!!
- エンゼルギア 天使大戦TRPG
  - エンゼルギア 天使大戦TRPG The 2nd Edition
- 大空のサムライ
- ガーデンオーダー
- 学園ぱらだいす
- 風の聖痕RPG
- ガンドッグ
  - ガンドッグゼロ
  - ガンドッグ・リヴァイズド
- ガンメタル・ブレイズ
- 機動警察パトレイバー アルフォンス
- 狂宴都市 -LUNATIC CITY-
- 恐竜戦隊ジュウレンジャーRPG大百科
- CLAMP学園TRPG
- 拳皇伝説
- 幻魔大戦
- 恋と冒険の学園TRPG エリュシオン
- ゴーストハンターRPG
  - ゴーストハンターRPG02
- サイキックハーツRPG
- サヴェッジ・サイエンス
- サタスペ
- 上海退魔行
- シルバーレインRPG
- 新世黙示録
- 真・女神転生RPG
  - 真・女神転生II TRPG 誕生篇
  - 真・女神転生TRPG 覚醒篇
  - 真・女神転生III―NOCTURNE TRPG 〜東京受胎〜
  - 真・女神転生TRPG 魔都東京200X
- 神話創世RPG アマデウス
- すくぱに♪ 〜すくーるでいず・パニック〜
- 退魔戦記
- ダブルクロス
  - ダブルクロス The 2nd Edition
  - ダブルクロス The 3rd Edition
- デモンパラサイト
  - 鬼御魂
  - パラサイトブラッド
- 東京鬼祓師 鴉乃杜学園奇譚TRPG
- 東京モンスター・バスターズ
- 特命転攻生
- .hack//無限増殖
- とらぶるエイリアンず
- トリニティ×ヴィーナスSRS
- ナイトウィザード
  - ナイトウィザード The 2nd Edition
  - ナイトウィザード The 3rd Edition
- ナイトメア・ハンター
  - ナイトメアハンター＝ディープ
- 永い後日談のネクロニカ
- 番長学園!
- BEAST BIND 魔獣の絆 R.P.G
  - BEAST BIND NEW TESTAMENT 新約・魔獣の絆
  - ビーストバインド トリニティ
- 秘神大作戦 〜Tokyo-Noir-City〜
- ファイヤード!
- 武将バトルRPG 転生三国志
- 武装伝奇RPG 神我狩
- ブルーローズ
  - ブルーローズ・ネクサス
- 放課後怪奇くらぶ
- 放課後奇譚RPG
- 蓬萊学園の冒険!!
  - 蓬萊学園の冒険!! 旧版
  - 蓬萊学園の冒険!! 改訂版
- 迷宮デイズ
- メイドRPG
- 野球TRPG ボールパーク!
- ゆうやけこやけ
- 夜桜忍法帖～卓上血風録～
- 輪廻戦記ゼノスケープ
- ルール・ザ・ワールド
  - ルール・ザ・ワールド:ワイルド7
- 霊障都市捜査ファイル 罪の街 新宿
- レジェンド・オブ・フェアリーアース

### 日本国外製
- イット・ケイム・フロム・ザ・レイト・レイト・レイトショウ (It Came From The Late, Late, Late Show)
- ジェームズ・ボンド007 御都合主義をルール化したヒーローポイントを初めて採用したゲームとして知られる。
- ダーク・コンスピラシー
- トワイライト:2000 (Twilight:2000)
- バイオレンス (Violence)
- モンスター・ホラーショウ (Monster Horrorshow)
- ワールド・オブ・ダークネス (World of Darkness)
  - ヴァンパイア:ザ・マスカレード (Vampire: The Masquerade)
  - ワーウルフ:ジ・アポカリプス (Werewolf: The Apocalypse)
  - メイジ:ジ・アセンション (Mage: The Ascension)

## サイエンス・フィクション

### 日本製
- エンタープライズ
- ガンダム戦記 -一年戦争全戦闘記録-
- 機動戦士ガンダムRPG
  - 機動戦士ガンダムRPG ADVANCED EDITION
- ガンダムセンチネルRPG
  - ガンダム：0079RPG
- 巨神戦記ギガントマキア
- クラッシャージョウ
- クレギオン
- 鋼鉄の虹 パンツァーメルヒェンRPG
- ジーク・ジオン
- 新世紀エヴァンゲリオンRPG
  - 新世紀エヴァンゲリオンRPG【NERV白書】
  - 新世紀エヴァンゲリオンRPG【使徒降臨】
- スターオーシャン Till the End of Time TRPG
- スタークェスト
- スターレジェンド
  - エイジ・オブ・ギャラクシー
- スペースコブラ 最終兵器
- スペオペヒーローズ
  - 新星界スターロード
- 装甲騎士団メックナイツ
- 装甲騎兵ボトムズ バトリング
- 装甲騎兵ボトムズTRPG
- 墜落世界
- トーキョーN◎VA
  - トーキョーN◎VA The 2nd Edition
  - オーサカM○●N
  - カムイST☆R
  - トーキョーN◎VA The Revolution
  - トーキョーN◎VA The Revolution REVISED
  - トーキョーN◎VA The Detonation
  - トーキョーN◎VA The Axleration
- トワイライトガンスモーク
- パラダイス・フリートRPG
- ホライゾンブレイク
- マルチバース
- メタリックガーディアンRPG
  - フルメタル・パニック!RPG
- メタルヘッド
  - メタルヘッド・マキシマム
  - メタルヘッド Frontier 2150／d20 エディション
  - メタルヘッド・エクストリーム
- ロボットシミュレーションTRPG フレイムギア

### 日本国外製
- エクリプス・フェイズ
- サイバーパンク2.0.2.0. (Cyberpunk 2.0.2.0. : cp2020)
- シャドウラン (Shadowrun)
- スタートレックゲーム （STAR TREK-GAME などSTAR TREKのものは多数あり。『スタートレック』の公式サイト等を参照）
- トーグ (TORG)
- トラベラー (Traveller)
  - メガトラベラー (MegaTraveller)
  - Traveller: The New Era
  - Marc Miller's Traveller (T4)
- パラノイア (Paranoia)
- メックウォーリア (MechWarrior)
- ヘビーギア（Heavy Gear）日本語版はコンピューターRPGしか発売されていない。
- メクトン(Mekton)
  - メクトンZ(Mekton Z) サイバーパンク2.0.2.0.とほぼ同一のルールを用いた和製ロボットアニメ（アメリカ国内発売版でもパッケージに「多次元装甲戦士道メクトンZ」の日本語表記あり）RPG。『ガンダム戦記 -一年戦争全戦闘記録-』は同作をガンダム用に特化調整したもの。

## 汎用システム

### 日本製
- ASURAシステム
  - アシュラファンタジーTRPG （旧題：阿修羅Fantasy）
  - ギャラクティック・アーク
  - サイコマスターズ2065
  - 退魔戦記
  - 探偵物語
  - ファットマン
- アップルベーシック
  - RPGシナリオメイカー 6つの世界の物語
  - ウィッチクエスト
  - おねがい！ご先祖さま
  - こちら榊心霊相談室
  - 私立赤霧学園
  - タイムスライダー Λ（ラムダ）時空管理局
  - 能登半島幽霊事件
  - 光と闇のレジェンド
- Aの魔法陣
- ガープス - システムそのものはアメリカのTRPGだが、日本独自のサプリメントも存在する。以下の内容はガープス・ベーシックのサプリメントだが、ひとつの作品として扱うことができるものも含む。詳細な日本語版ガープスの一覧についてはガープスの書籍一覧を参照。
  - 第3版
    - ガープス・コクーン
    - ガープス・パワーアップ
    - ガープス・武神降臨
    - ガープス・ドラゴンマーク
    - ガープス・リング★ドリーム
    - ガープス・ルナル
    - ガープス・妖魔夜行
      - ガープス・百鬼夜翔

  - 第4版
    - ガープス・ユエル - 一部第3版に対応。
    - ガープス・リボーンリバース
    - ガープス・ソーサルカンパニー
- サイコロ・フィクション
  - ご近所メルヒェンRPG ピーカーブー
  - 現代忍術バトルRPG シノビガミ -忍神-
  - ホラーアクションRPG ハンターズ・ムーン
  - 魔道書大戦RPG マギカロギア
  - ヴァンパイアハントRPG ブラッド・クルセイド
  - 超次元カードバトルRPG カードランカー
  - マルチジャンル・ホラーRPG インセイン
  - リアリティショーRPG キルデスビジネス
  - ホラーアクションRPG ブラッドムーン
  - 艦隊これくしょん -艦これ- 艦これRPG
  - 駆け出しアイドルRPG ビギニングアイドル
- スタンダードRPGシステム
  - アルシャード・フォルティッシモ
  - アルシャード・ガイアRPG
  - アルシャードセイヴァーRPG
  - 天羅WAR
  - 風の聖痕RPG
  - 神曲奏界ポリフォニカRPG
  - トリニティ×ヴィーナスSRS
  - まじしゃんず・あかでみいRPG
  - 天下繚乱RPG
  - 世界樹の迷宮SRS
  - モノトーンミュージアムRPG
  - メタリックガーディアンRPG
  - トワイライトガンスモーク
  - フルメタル・パニック!RPG
  - チェンジアクションRPG　マージナルヒーローズ
- マギウス
  - MAGIUSスタートブック
  - 機動戦艦ナデシコRPG
  - 五竜亭RPG
  - サイレントメビウスRPG
  - スレイヤーズRPG
  - セイバーマリオネットJ RPG ぼくだけのアリシア
  - それいけ! 宇宙戦艦ヤマモトヨーコRPG
  - 町内防衛隊RPG
  - でかマギスレイヤーズ!
  - 天地無用! RPG 天地争奪戦
  - 天地無用! in LOVE RPG
  - 魔術士オーフェン私闘編
  - 魔法学園LUNAR! RPG
  - 蓬萊学園RPG 蓬萊83分署
  - 魔法少女プリティサミーRPG
  - MAZE☆爆熱時空RPG
  - モンスターメーカー学園RPG
  - ロケットガールRPG
  - ロスト・ユニバース-芸夢 轟く
- ワープス
  - カリオストロの城
  - 逆襲のシャア
  - アップルシード

### 日本国外製
- ガープス (GURPS) - ガープス原書の書籍一覧についてはガープスの書籍一覧を参照。
- d20システム
  - コール オブ クトゥルフ d20 (Call of Cthulhu, d20 edition)
  - d20 ファイティングファンタジー (d20 FF)
- ベーシック・ロールプレイング (Basic Roleplaying : BRP)
  - ルーンクエスト (RuneQuest)
  - クトゥルフの呼び声（クトゥルフ神話TRPG） (Call of Cthulhu)
    - 新版 クトゥルフの呼び声
    - 比叡山炎上

  - ストームブリンガー (Stormbringer)
    - エルリック! (ELRIC!)
- Savage Worlds

## オムニバス

### 日本製
- TRPG ザ・対決
- TRPGスーパーセッション大饗宴
- RPG福袋シリーズ
- RPGシナリオメーカー 6つの世界の物語（→#汎用システムのアップルベーシックを参考）

## 附録システム

### 日本製
雑誌、関連書籍の附録等として掲載された簡易システムの類。
- RPGゲームマスターになる本（1・体験編/2・実践編）
- アルビオン - 『RPG幻想事典』巻末入門用ルール&シナリオ
- おとぎの国 マジック・キングダム - 『テーブルトークRPG 五輪の書』附録
- コミック版ファンタジーRPG入門 ドラゴンリング
- ドンキーコマンド - 『タクテクス』1982年5-6月号 附録
- 超女王様伝説 セント★プリンセスの不思議
- RPGマガジン別冊 秘境探検ファム&イーリー 特別編
- PROPHECY OF PHOENIX 〜預言の不死鳥を求めて〜 - Game Graphix別冊EXCALLIBUR 附録
- モエビオン - 『萌えわかり!ファンタジービジュアルガイド』巻末入門用ルール&シナリオ
- ラビッツ&ラッツ - 『タクテクス』1987年11・12月、1988年3月号 附録
- ルナ・ヴァルガーRPG - 魔獣戦士ルナ・ヴァルガー RPGリプレイ所収